# Rolf Looser
Rolf Looser (* 3. Mai 1920 in Niederscherli; † 10. Januar 2001 in Zürich) war ein Schweizer Cellist und Komponist.

## Leben
Nach der Matura am Städtischen Gymnasium Bern 1939 studierte er Musik am Berner Konservatorium und an der Universität Bern. Zu seinen Lehrern gehörten Richard Sturzenegger (Violoncello) und Albert Moeschinger, Max Zulauf und Ernst Kurth (Musiktheorie). Er erlangte 1944 sein Diplom. Von 1944 bis 1946 studierte er Komposition bei Frank Martin in Genf und Kontrapunkt bei Willy Burkhard in Zürich. Es schlossen sich Studien in Violoncello bei Franz Walter in Genf und Pierre Fournier in Paris an.
Ab 1946 war er Solo-Cellist beim Radioorchester Monte Ceneri und später beim Utrecht Symphony Orchestra unter Willem van Otterloo. Nach 1949 war er in Paris freischaffend tätig. Von 1952 bis 1975 lehrte er Violoncello am Berner und Bieler Konservatorium sowie ab 1975 an der Musikhochschule Zürich.